# عباس حلمي القصاب
عباس حلمي القصاب ( 1276 - 1335هـ) / ( 1859 - 1916م)، وهو الشاعر العراقي عباس بن محمد بن عبد اللطيف الراوي، ولد في جانب الكرخ من بغداد. 
نشأ وتتلمذ على يد والدهِ، وتعلم تلاوة القرآن الكريم وهو صغير، وتعلم مباديء الخط، ومبادئ العلوم، ثم درس على الشيخ عبد السلام والسيد داود شيخ الطريقة النقشبندية، والسيد عبد اللطيف الراوي، ثم درس أصول الفقه وعلوم التفسير وعلم الحديث النبوي على يد العالمين عبد الوهاب النائب، وغلام رسول الهندي، ونال الإجازة العلمية منهما.
ثم عيّن مدرسًا في مدرسة جامع خضر إلياس الواقعة في جانب الكرخ وكذلك مدرسة الشيخ صندل، كما كان يُلقي دروسًا على المتقدمين من العلماء، ويمارس الفتيا.
في عام 1900 عين مدرسًا لمدرسة سامراء الحميدية بإرادة سلطانية، ثم عين فقيهًا لمدينة سامراء في عام 1909.

## من أهم إنجازاته
ألف مجموعة من قصائد الشعر ولهُ قصائد في كتاب تاريخ شعراء سامراء، ولهُ قصيدة رثاء في كتاب ذكرى الشيخ يوسف السويدي، ومن مؤلفاتهِ كتابان مخطوطان في: العزاء والتشبيه، وحقائق التصوّف والصوفية.

## وفاته
توفى في بغداد عام 1335 هـ/ 1916م، ودفن في مقبرة معروف الكرخي.